# Cristie Kerr

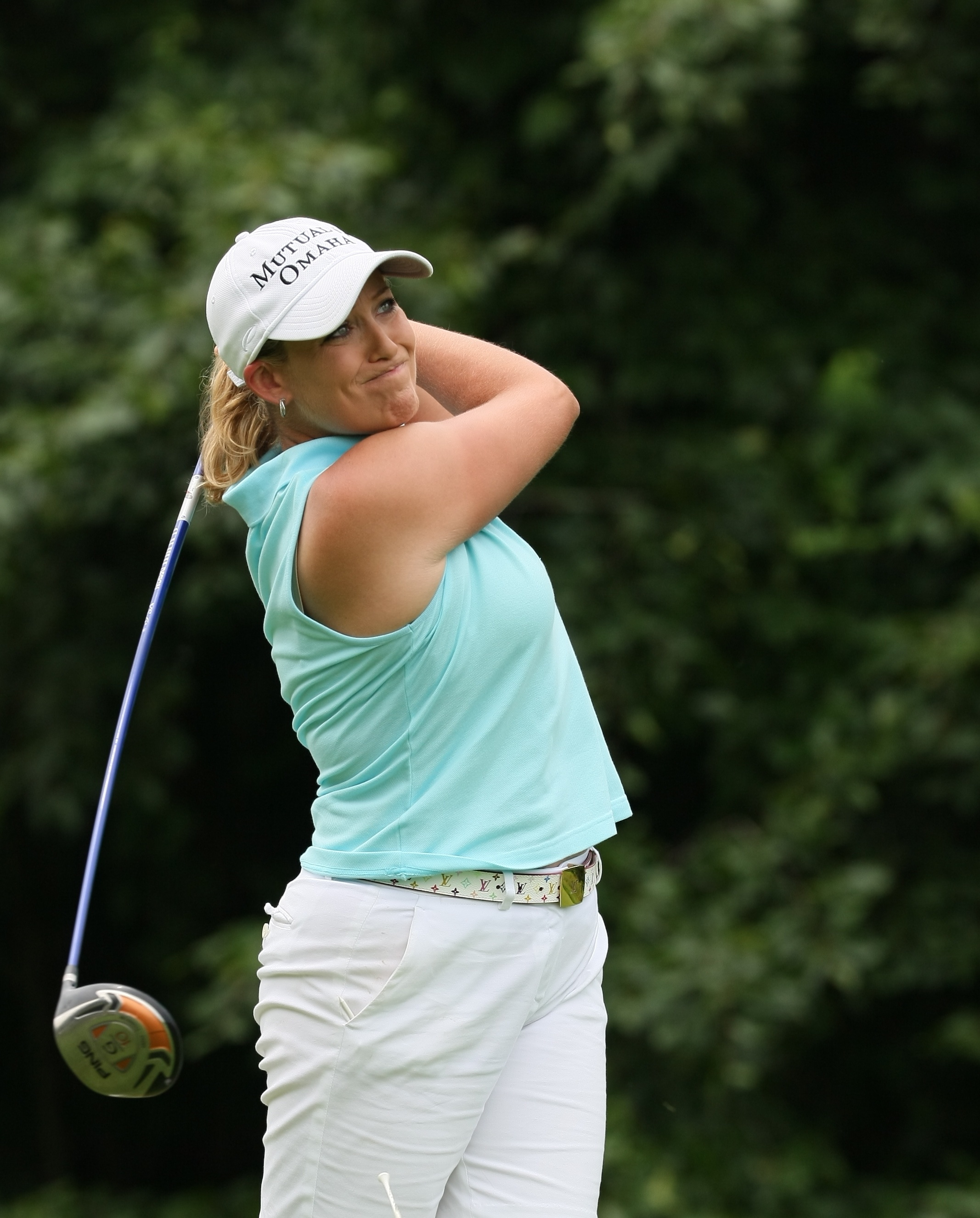
Cristie Kerr (2009)

Cristie Kerr, född 12 oktober 1977 i Miami, Florida, är en amerikansk golfspelare som spelar på LPGA Tour. Hon började spela golf när hon var åtta år gammal och hade en mycket framgångsrik karriär som amatör. 1996 blev hon utsedd till årets junior av American Junior Golf Association. Samma år spelade hon i Curtis Cup och U.S. Woman's Open.
Kerr blev professionell 1996 och slutade på delat sjätteplats i LPGA:s slutliga kvalificeringsturnering för 1997. Hennes LPGA-karriär startade relativt långsamt, det tog henne tre år att placera sig bland de femtio främsta i penninglistan, men 2002 vann hon för första gången en professionell tävling, Longs Drugs Challenge. Under 2005 vann hon två tävlingar och tog sig upp till tredje plats i penninglistan. Hennes bästa resultat i en major var segern i 2007 års US Women's Open. Hon var medlem i USA:s Solheim Cup-lag 2002, 2003, 2005 och 2007.
Kerrs främsta kännetecken är hennes puttning och spel med järnklubbor. De senaste två säsongerna slutade hon bland de fem främsta på LPGA-touren i puttar per green och var femma i greenträffar på rätt antal slag 2005. Hon är också bland dem som slår längst på touren, men andra spelare har kommit ifatt henne under de senaste åren. 2005 slutade Kerr på topp 10 i hälften av alla tävlingar hon deltog i, och var tvåa efter Annika Sörenstam i genomsnittsresultat.
Kerr låg på femte plats i golfens världsranking för damer i februari 2006.

## Meriter

### Majorsegrar
- 2007 US Open
- 2010 LPGA Championship

### LPGA Tour-segrar
- 2002 Longs Drugs Challenge
- 2004 LPGA Takefuji Classic, ShopRite LPGA Classic, State Farm Classic
- 2005 Michelob ULTRA Open at Kingsmill, Wendy's Championship for Children